# Signori di Xibalbà
I Signori di Xibalba sono ritenuti dai maya Quiché i signori dell'oltretomba e nemici dell'umanità.

## Lista dei Signori
- Hun Camé/Jun Keme
- Vucub Camé/Wuqüb′ Keme
- Xiquirpat/Xik′irpat
- Cuchumaquic/Kuchumak′ik
- Ahalpuh/Ajalpuj
- Ahalgana/Ajalq′äna
- Chamiabac/Ch′amiyabaq′
- Chamiaholom/Ch′amiyajolom
- Xic/Xik′
- Patan/Pata′n
- Quicré|K′ikre′
- Quicrixac/K′ikrixkäq

Originariamente Quicré e Quicrixac si chiamavano rispettivamente Ahalmez e Ahaltocob (Ajalmes e Ajaltoq′ob′), ed erano più importanti di Xic e Pata′n. Per qualche motivo cambiarono nome e persero d'importanza, rimanendo ultimi nella gerarchia.

## Resoconto del Popol Vuh
Stando al Popol Vuh, un libro sacro dei maya, Cuchumaquic era padre di Xquic e nonno materno di Hunahpu e Ixbalanque.
Scoperto che la figlia era gravida la accusa di prostituzione, e ordina di sacrificarla, ma lei riesce a salvarsi e a trovare rifugio presso gli Dei Xpiyacoc e Xmucane.
I signori in generale tenteranno di uccidere Hunahpu e Ixbalanque in una serie di prove, però fallendo. 
Infine li cuociono e ne buttano i resti nel fiume, ma questi resuscitano e arrivano a Xibalbá dove, con l'inganno, uccidono Hun Came e Vucub Came, e si proclamano dominatori di Xibalbá. Decretano che i Signori di Xibalba non avrebbero ricevuto più sacrifici dicendo:
(Popol vuh, cap 4, paragrafo 10)
La sentenza di Hunahpu e Ixbalanque si avverò, e i signori di Xibalbà si dovettero accontentare del non essere più ricordati.